# Joseph Klimer
Joseph Klimer, magyarosan Klimer József (Bécs, 1675. szeptember 8. – Klagenfurt, 1712. január 3.) német bölcseleti és teológiai doktor, Jézus-társasági áldozópap és tanár.

## Életútja
15 éves korában lépett a rendbe; tanulmányainak elvégeztével tábori pap lett Magyarországon és több helyen lelkészkedett. A belgrádi ostrom alkalmával kapott sebéből kigyógyulván, bölcseletet és teológiát tanított Klagenfurtban, Bécsben, Grazban és Nagyszombatban. Ezután ismét tábori lelkész lett Eszéken; de csakhamar visszatért nagyszombati tanszékére; innét a lázadók kiűzték, mire előbb Bécsbe, majd Sopronba távozott, ahol az ostromot is kiállotta. Passauban és végül Klagenfurtban az egyházjogot adta elő.

## Munkái
- Ilias nuce inclusa h. e. D. Austriae tutelaris Josephus symbolica pharaprasi elegiisque adumbratus. Viennae, 1694
- Hebdomada Theopolitici ad mentem Marci Antonini imp. exacta. Uo. 1695

A rend évkönyveiben több magyarázó czikke van; utóbbi Nagyszombatban tartózkodása alatt: Tractatus de Deo címmel értekezést írt.